# Listvjanka (flod)
Reka Listvjanka (ryska: Река Листвянка) är en biflod till Oka i distriktet Rjazankij i Rjazan oblast i europeiska Ryssland. Floden är döpt efter det närliggande samhället Listvjanka. Från mynningen mellan Lgovskoje och Korablino rinner vattendraget nedströms till och med stadsdelen Nikulichi i staden Rjazan. Avrinningsområdet ligger på den östra sluttningen av det centralryska höglandet. 
Medan Oka är 1 480 kilometer lång är Reka Listvjanka 34,4 kilometer lång och dess bredd varierar mellan ungefär 10 och 20 meter. Floden rinner huvudsakligen genom äng och sumpmark.
Floden, som generellt fryser redan i slutet av oktober, har tillsammans med Olafloden och dess omgivning utsetts av en turistbyrå till en av Rysslands 30 vackraste platser och turistmål.